# Grad Mokolan
Grad Mokolan, kasneje znan kot Proseški stolp (v italijanščini castello di Moncolano ali Torre di Prosecco, v nemščini Turn Prosseck) se je nahajal v okolici Trsta, pri Kontovelu, na kraškemu robu nad morjem in gradom Miramar.
Grad je znan posebej zaradi tega, da ga je v 16. stoletju znani tržaški škof in humanist Peter Bonomo (zmotno) enačil z legendarnim Castellum Pucinum, katerega je opisoval Plinij mlajši, češ, da je pod tem gradom rasla trta, iz katere so pridelovali cesarici Liviji najljubše vino. Iz te asocijacije se je porodilo novo ime za tržaško trto iz Proseka, to je znan Prosekar (italijansko Prosecco). Tako se je zgodilo, da eno izmed najbolj znanih vin na svetu nosi prav slovensko ime!

## Grad
Trdnjavo je dala zgraditi Tržaška komuna v 14. stoletju, z namenom zaščite Trsta iz smeri Furlanije ali Gorice, zaradi kontrole nad delom Tržaškega zaliva in nenazadnje tudi za zaščito tukajšnjih pomembnih vinogradov.
Grad je doživel več napadov, vendar je bil dobro utrjen in je le nekajkrat padel v roke napadalcem. Ogrski kralj  Matija Korvin, naj bi leta 1485 taboril pod gradom, vendar se ni odločil za  zavzetje.!
Leta 1524 cesar ustanovil na Proseku celo grofijo, podelil grad v fevd tržaški družini Giuliani, ti pa nekaj desetletij kasneje prodali grofijo družini Cobenzl, ki se od tedaj nosili naziv »von Prossegg«. Grad nato v 17. stoletju propadel in polagoma povsem izginil.

## Glej Tudi
- Muhov grad
- Kontovel
- Prosek